# Orcínia
Orcínia (en llatí Orcynia) era un lloc de Capadòcia on a la primavera de l'any 320 aC el diàdoc Èumenes de Càrdia va patir una derrota contra Antígon el borni, per la traïció d'un dels seus oficials.
Èumenes es va retirar però no va ometre penjar al traïdor, al que va perseguir quan intentava arribar a les forces enemigues. Després de la batalla va tornar al lloc on s'havia celebrat la batalla sense que els oponents el veiessin, i hi va acampar. Va manar que es recollissin els morts als que va incinerar amb els pals de les portes dels llogarets de la zona. Els cossos dels oficials i soldats comuns van ser cremats sobre piles separades i va aixecar els túmuls funeraris. Només quan va acabar es va retirar. El mateix Antígon es va mostrar admirat de la seva sang freda, i això va fer molt popular al general entre els macedonis.